# Asperula hirta
Asperula hirta är en måreväxtart som beskrevs av Louis François Ramond de Carbonnière. Asperula hirta ingår i släktet färgmåror, och familjen måreväxter. Inga underarter finns listade i Catalogue of Life.